# Niels Nymann Eriksen
Niels Nymann Eriksen (Født 12-11-1966) er en dansk sogne- og indvandrerpræst på Vesterbro i Apostelkirken, samt forfatter og medlem af Det mellemkirkelige Råd.

Udannet fra Københavns Universitet med en kandidat i teologi. Endvidere færdiggjorde han en PhD på Cambridge Universitet med speciale i Søren Kierkegaard.
I 2019 vandt Niels Nymann Eriksen Bibelselskabets Pris på foranledning af hans arbejde med migranter i Apostelkirkens sogn på Vesterbro.

### Bøger
- Kierkegaard's Category of Repetition (2000) ISBN 9783110169249
- Bekymringen rundt - antologi - flere forfattere (2005) ISBN 9788755350083
- Hvorfor har du valgt at have travlt? (2009) ISBN 9788756460637
- Fra ord til kød - om kirkens inkarnatoriske tjeneste (2009) ISBN 9788756460453
- Noget på hjerte - prædikener og anden tekstrække - flere forfattere (2015) ISBN 9788774257912
- Min elskede er min og jeg er hans - refleksioner over Højsangen (2015) ISBN 9788774257899
- Gæstfrihed (2018) ISBN 9788750052203
- Tålmodighed (2020) ISBN 9788750054702

### Videnskabelige artikler
- John Bunyans omvendelse (1995)[3]

- Kierkegaard’s Cobcept of Motion: Ontology or Philosophy of Existence? (1998)[4]

- Love and Sacrifice in Repetition (2002)[5]